# Bernardo Silva
Bernardo Mota Veiga de Carvalho e Silva, noto semplicemente come Bernardo Silva (Lisbona, 10 agosto 1994), è un calciatore portoghese, centrocampista o attaccante del Manchester City, di cui è capitano, e della nazionale portoghese, della quale è vice-capitano e con cui ha vinto due UEFA Nations League, una nel 2018-2019 e una nel 2024-2025.

## Caratteristiche tecniche
Considerato uno dei migliori giocatori della sua generazione, Silva è un'ala destra, che può giocare anche da trequartista e centrocampista centrale o come esterno offensivo sulla fascia sinistra. Mancino naturale, è un perfetto clinical finisher: infatti è molto abile tecnicamente con il pallone possedendo nel proprio tiro precisione e potenza, disponendo anche di un dribbling elegante e netto utile per creare superiorità numerica.

## Carriera

### Club
Cresciuto nelle giovanili del Benfica, ha esordito con la prima squadra il 19 ottobre 2013, in occasione dell'incontro di Taça de Portugal vinto per 1-0 contro il Cinfães. È stato nominato per 3 volte (ottobre 2013, dicembre 2013 e gennaio 2014) giocatore del mese della Segunda Liga. Al termine della stagione viene pure nominato giocatore rivelazione della seconda serie portoghese.

#### Monaco
Il 7 agosto 2014 viene ceduto in prestito con diritto di riscatto al Monaco. Il 21 gennaio 2015, a seguito delle ottime prestazioni offerte in maglia monegasca, il talentuoso portoghese viene riscattato per 16 milioni di euro. Nei suoi anni nel Principato si afferma come uno dei giocatori importanti della squadra, raggiungendo un quarto e una semifinale di Champions (in entrambe le occasioni i monegaschi sono stati eliminati dalla Juventus), e vincendo il campionato al termine della stagione 2016-2017; lui ha contribuito a questo successo con 8 gol in Ligue 1, di cui due realizzati nel successo per 1-4 contro l'Olympique Marsiglia e uno al 91' nel pareggio contro il Paris Saint-Germain diretto avversario per il titolo.

#### Manchester City

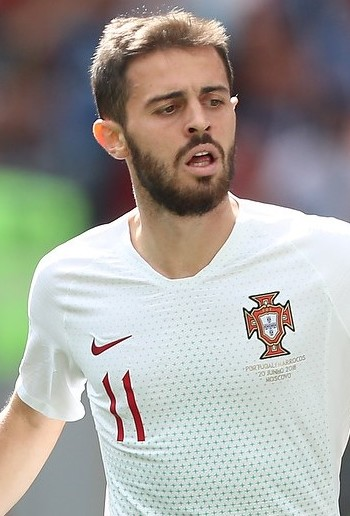
Silva con la nazionale portoghese ai Mondiali 2018.

Il 26 maggio 2017 il Manchester City annuncia l'acquisto del calciatore a partire dal 1º luglio seguente, con la firma di un contratto quinquennale; Silva decide di indossare la maglia numero 20. Al Monaco vanno 50 milioni di sterline. Il 14 ottobre successivo, segna la sua prima rete in Premier League, nella vittoria in casa per 7-2 contro lo Stoke City. Conclude la sua prima stagione in Inghilterra, contribuendo alla vittoria della Premier League con 6 goal e 4 assist in 35 partite di campionato.
Il 5 agosto 2018 vince la Community Shield in finale contro il Chelsea per 2-0, fornendo un assist decisivo per chiudere la partita e far realizzare la doppietta del compagno Sergio Aguero. Il 24 febbraio 2019 scende in campo da titolare nella vittoria della Efl Cup in finale contro il Chelsea, per 3-4 ai calci di rigore dove ha segnato il goal del momentaneo 2-3. Il 18 maggio 2019 contribuisce con due assist alla vittoria della Fa Cup contro il Watford per 6-0.  Risulta decisivo per la vittoria della seconda Premier League consecutiva con 7 goal e 7 assist in 36 partite di campionato.
Il 4 agosto 2019 contribuisce alla vittoria in finale di Community Shield contro il Liverpool per 5-6 ai calci di rigore. Il 21 settembre successivo realizza la sua prima tripletta con la maglia dei Citizens nella vittoria interna per 8-0 contro il Watford. Il 1º marzo 2020 subentra nei minuti finali contro l'Aston Villa, nella vittoria per 2-1 in finale di Efl Cup.
Nel corso della stagione 2020/2021 realizza 2 goal e 6 assist in 26 presenze di Premier League, riuscendo cosi a vincere la sua terza Premier League con il Manchester City.
Si riconferma campione d'Inghilterra nella stagione successiva dove mette a segno 8 goal e 4 assist in 35 partite di Premier League.
Nel corso della stagione 2022/2023 è tra i protagonisti del Treble del Manchester City, riuscendo a vincere la Premier League, la Fa Cup e la Champions League. Conclude questa ennesima stagione di successi con 55 presenze totali, 7 goal e 8 assist in tutte le competizioni.
Con Pep Guardiola in panchina scrive la storia, vince la Premier League 2023/2024 da protagonista con 6 goal e 9 assist in 33 presenze, la quarta vittoria consecutiva del massimo campionato inglese.
Nell'estate 2025, con la partenza di Kevin De Bruyne, diventa il nuovo capitano del Manchester City.

### Nazionale
Ha esordito il 15 ottobre 2013 con l'Under-21, segnando due gol nelle qualificazioni agli europei di categoria.
Il 31 marzo 2015 fa il suo esordio ufficiale con la nazionale maggiore nell'amichevole persa 2-0 contro Capo Verde.
Dopo gli Europei 2016 (peraltro vinti dalla selezione lusitana ma Silva non era in lista a causa di un infortunio venendo rimpiazzato da Renato Sanches) entra stabilmente nella lista dei convocati della nazionale portoghese.
Viene convocato per i Mondiali 2018 dov'è titolare nell'undici di Fernando Santos.
Nell'autunno 2018 partecipa alla UEFA Nations Legaue giocando le due partite contro l'Italia e una contro la Polonia. La sua nazionale supera la fase a gironi grazie a due vittorie e due pareggi, risultati che le permetto di accedere alla fase finale dove Bernardo Silva verrà eletto miglior giocatore grazie ai contributi dati che permettono al Portogallo di vincere il trofeo.
Nelle qualificazioni a Euro 2020 va a segno in 3 occasioni, tra cui nel successo per 2-4 in casa della Serbia. Viene poi convocato per la fase finale del torneo, disputato nel 2021 anziché nel 2020 a causa della pandemia da COVID-19.
Ottiene un'altra convocazione all'Europeo, nell'edizione Germania 2024, nella prima partita segna una rete sconfiggendo nella fase a gironi il Turchia per 3-0, agli ottavi di finale il Portogallo affronta la Slovenia in un match che si protrae fino ai calci di rigore, Silva dal dischetto calcia il gol del 3-0 vincendo.
Il 23 marzo 2025 raggiunge quota 100 presenze col Portogallo nel successo per 5-2 contro la Danimarca.
Viene convocato per la fase finale della UEFA Nations League 2025 che si svolge in Germania.

## Statistiche

### Presenze e reti nei club
Statistiche aggiornate al 22 aprile 2025.
| Stagione               | Squadra                | Campionato             | Campionato | Campionato | Coppe nazionali | Coppe nazionali | Coppe nazionali | Coppe continentali | Coppe continentali | Coppe continentali | Altre coppe | Altre coppe | Altre coppe | Totale | Totale |
| Stagione               | Squadra                | Comp                   | Pres       | Reti       | Comp            | Pres            | Reti            | Comp               | Pres               | Reti               | Comp        | Pres        | Reti        | Pres   | Reti   |
| ---------------------- | ---------------------- | ---------------------- | ---------- | ---------- | --------------- | --------------- | --------------- | ------------------ | ------------------ | ------------------ | ----------- | ----------- | ----------- | ------ | ------ |
| 2013-2014              | Benfica B              | SL                     | 38         | 7          | -               | -               | -               | -                  | -                  | -                  | -           | -           | -           | 38     | 7      |
| 2013-2014              | Benfica                | PL                     | 1          | 0          | CP+CdL          | 1+1             | 0               | UCL+UEL            | 0                  | 0                  | -           | -           | -           | 3      | 0      |
| 2014-2015              | Monaco                 | L1                     | 32         | 9          | CF+CdL          | 3+3             | 1+0             | UCL                | 7                  | 0                  | -           | -           | -           | 45     | 10     |
| 2015-2016              | Monaco                 | L1                     | 32         | 7          | CF+CdL          | 3+1             | 0               | UCL+UEL            | 2+6                | 0                  | -           | -           | -           | 44     | 7      |
| 2016-2017              | Monaco                 | L1                     | 37         | 8          | CF+CdL          | 3+3             | 0               | UCL                | 15                 | 3                  | -           | -           | -           | 58     | 11     |
| Totale Monaco          | Totale Monaco          | Totale Monaco          | 101        | 24         |                 | 16              | 1               |                    | 30                 | 3                  |             | -           | -           | 147    | 28     |
| 2017-2018              | Manchester City        | PL                     | 35         | 6          | FACup+CdL       | 4+5             | 1+1             | UCL                | 9                  | 1                  | -           | -           | -           | 53     | 9      |
| 2018-2019              | Manchester City        | PL                     | 36         | 7          | FACup+CdL       | 4+2             | 2+0             | UCL                | 8                  | 4                  | CS          | 1           | 0           | 51     | 13     |
| 2019-2020              | Manchester City        | PL                     | 34         | 6          | FACup+CdL       | 4+6             | 1+1             | UCL                | 7                  | 0                  | CS          | 1           | 0           | 52     | 8      |
| 2020-2021              | Manchester City        | PL                     | 26         | 2          | FACup+CdL       | 3+3             | 2+0             | UCL                | 13                 | 1                  | -           | -           | -           | 45     | 5      |
| 2021-2022              | Manchester City        | PL                     | 35         | 8          | FACup+CdL       | 3+0             | 2               | UCL                | 11                 | 3                  | CS          | 1           | 0           | 50     | 13     |
| 2022-2023              | Manchester City        | PL                     | 34         | 4          | FACup+CdL       | 5+2             | 0               | UCL                | 13                 | 3                  | CS          | 1           | 0           | 55     | 7      |
| 2023-2024              | Manchester City        | PL                     | 33         | 6          | FACup+CdL       | 5+0             | 3+0             | UCL                | 8                  | 2                  | CS+SU+Cmc   | 1+0+2       | 0+0+1       | 49     | 12     |
| 2024-2025              | Manchester City        | PL                     | 30         | 4          | FACup+CdL       | 3+1             | 0               | UCL                | 9                  | 0                  | CS+Cmc      | 1+1         | 1+1         | 45     | 6      |
| Totale Manchester City | Totale Manchester City | Totale Manchester City | 263        | 43         |                 | 50              | 13              |                    | 78                 | 14                 |             | 9           | 3           | 400    | 73     |
| Totale carriera        | Totale carriera        | Totale carriera        | 403        | 74         |                 | 68              | 14              |                    | 108                | 17                 |             | 9           | 3           | 588    | 108    |

### Cronologia presenze e reti in nazionale
| Cronologia completa delle presenze e delle reti in nazionale ― Portogallo | Cronologia completa delle presenze e delle reti in nazionale ― Portogallo | Cronologia completa delle presenze e delle reti in nazionale ― Portogallo | Cronologia completa delle presenze e delle reti in nazionale ― Portogallo | Cronologia completa delle presenze e delle reti in nazionale ― Portogallo | Cronologia completa delle presenze e delle reti in nazionale ― Portogallo | Cronologia completa delle presenze e delle reti in nazionale ― Portogallo | Cronologia completa delle presenze e delle reti in nazionale ― Portogallo |
| Data                                                                      | Città                                                                     | In casa                                                                   | Risultato                                                                 | Ospiti                                                                    | Competizione                                                              | Reti                                                                      | Note                                                                      |
| ------------------------------------------------------------------------- | ------------------------------------------------------------------------- | ------------------------------------------------------------------------- | ------------------------------------------------------------------------- | ------------------------------------------------------------------------- | ------------------------------------------------------------------------- | ------------------------------------------------------------------------- | ------------------------------------------------------------------------- |
| 31-3-2015                                                                 | Estoril                                                                   | Portogallo                                                                | 0 – 2                                                                     | Capo Verde                                                                | Amichevole                                                                | -                                                                         | 61’                                                                       |
| 4-9-2015                                                                  | Lisbona                                                                   | Portogallo                                                                | 0 – 1                                                                     | Francia                                                                   | Amichevole                                                                | -                                                                         | 85’                                                                       |
| 7-9-2015                                                                  | Scutari                                                                   | Albania                                                                   | 0 – 1                                                                     | Portogallo                                                                | Qual. Euro 2016                                                           | -                                                                         | 65’                                                                       |
| 8-10-2015                                                                 | Braga                                                                     | Portogallo                                                                | 1 – 0                                                                     | Danimarca                                                                 | Qual. Euro 2016                                                           | -                                                                         | 76’                                                                       |
| 17-11-2015                                                                | Lussemburgo                                                               | Lussemburgo                                                               | 0 – 2                                                                     | Portogallo                                                                | Amichevole                                                                | -                                                                         | 63’                                                                       |
| 29-3-2016                                                                 | Leiria                                                                    | Portogallo                                                                | 2 – 1                                                                     | Belgio                                                                    | Amichevole                                                                | -                                                                         | 46’                                                                       |
| 1-9-2016                                                                  | Porto                                                                     | Portogallo                                                                | 5 – 0                                                                     | Gibilterra                                                                | Amichevole                                                                | 1                                                                         | 46’                                                                       |
| 6-9-2016                                                                  | Basilea                                                                   | Svizzera                                                                  | 2 – 0                                                                     | Portogallo                                                                | Qual. Mondiali 2018                                                       | -                                                                         |                                                                           |
| 7-10-2016                                                                 | Aveiro                                                                    | Portogallo                                                                | 6 – 0                                                                     | Andorra                                                                   | Qual. Mondiali 2018                                                       | -                                                                         |                                                                           |
| 25-3-2017                                                                 | Lisbona                                                                   | Portogallo                                                                | 3 – 0                                                                     | Ungheria                                                                  | Qual. Mondiali 2018                                                       | -                                                                         | 76’                                                                       |
| 28-3-2017                                                                 | Funchal                                                                   | Portogallo                                                                | 2 – 3                                                                     | Svezia                                                                    | Amichevole                                                                | -                                                                         | 46’                                                                       |
| 3-6-2017                                                                  | Estoril                                                                   | Portogallo                                                                | 4 – 0                                                                     | Cipro                                                                     | Amichevole                                                                | -                                                                         | 46’                                                                       |
| 18-6-2017                                                                 | Mosca                                                                     | Russia                                                                    | 0 – 1                                                                     | Portogallo                                                                | Conf. Cup 2017 - 1º turno                                                 | -                                                                         | 71’                                                                       |
| 24-6-2017                                                                 | San Pietroburgo                                                           | Nuova Zelanda                                                             | 0 – 4                                                                     | Portogallo                                                                | Conf. Cup 2017 - 1º turno                                                 | 1                                                                         | 45’                                                                       |
| 28-6-2017                                                                 | Kazan'                                                                    | Portogallo                                                                | 0 – 0 dts (0 – 3 dtr)                                                     | Cile                                                                      | Conf. Cup 2017 - Semifinale                                               | -                                                                         | 84’                                                                       |
| 31-8-2017                                                                 | Porto                                                                     | Portogallo                                                                | 5 – 1                                                                     | Fær Øer                                                                   | Qual. Mondiali 2018                                                       | -                                                                         |                                                                           |
| 3-9-2017                                                                  | Budapest                                                                  | Ungheria                                                                  | 0 – 1                                                                     | Portogallo                                                                | Qual. Mondiali 2018                                                       | -                                                                         | 63’                                                                       |
| 7-10-2017                                                                 | Andorra la Vella                                                          | Andorra                                                                   | 0 – 2                                                                     | Portogallo                                                                | Qual. Mondiali 2018                                                       | -                                                                         |                                                                           |
| 10-10-2017                                                                | Lisbona                                                                   | Portogallo                                                                | 2 – 0                                                                     | Svizzera                                                                  | Qual. Mondiali 2018                                                       | -                                                                         |                                                                           |
| 10-11-2017                                                                | Viseu                                                                     | Portogallo                                                                | 3 – 0                                                                     | Arabia Saudita                                                            | Amichevole                                                                | -                                                                         | 56’                                                                       |
| 14-11-2017                                                                | Leiria                                                                    | Portogallo                                                                | 1 – 1                                                                     | Stati Uniti                                                               | Amichevole                                                                | -                                                                         | 62’                                                                       |
| 23-3-2018                                                                 | Zurigo                                                                    | Portogallo                                                                | 2 – 1                                                                     | Egitto                                                                    | Amichevole                                                                | -                                                                         | 68’                                                                       |
| 28-5-2018                                                                 | Braga                                                                     | Portogallo                                                                | 2 – 2                                                                     | Tunisia                                                                   | Amichevole                                                                | -                                                                         | 72’                                                                       |
| 2-6-2018                                                                  | Bruxelles                                                                 | Belgio                                                                    | 0 – 0                                                                     | Portogallo                                                                | Amichevole                                                                | -                                                                         | 78’                                                                       |
| 7-6-2018                                                                  | Lisbona                                                                   | Portogallo                                                                | 3 – 0                                                                     | Algeria                                                                   | Amichevole                                                                | -                                                                         | 65’                                                                       |
| 15-6-2018                                                                 | Soči                                                                      | Portogallo                                                                | 3 – 3                                                                     | Spagna                                                                    | Mondiali 2018 - 1º turno                                                  | -                                                                         | 69’                                                                       |
| 20-6-2018                                                                 | Mosca                                                                     | Portogallo                                                                | 1 – 0                                                                     | Marocco                                                                   | Mondiali 2018 - 1º turno                                                  | -                                                                         | 59’                                                                       |
| 25-6-2018                                                                 | Saransk                                                                   | Iran                                                                      | 1 – 1                                                                     | Portogallo                                                                | Mondiali 2018 - 1º turno                                                  | -                                                                         | 70’                                                                       |
| 30-6-2018                                                                 | Soči                                                                      | Uruguay                                                                   | 2 – 1                                                                     | Portogallo                                                                | Mondiali 2018 - Ottavi di finale                                          | -                                                                         |                                                                           |
| 6-9-2018                                                                  | Lisbona                                                                   | Portogallo                                                                | 1 – 1                                                                     | Croazia                                                                   | Amichevole                                                                | -                                                                         | 46’                                                                       |
| 10-9-2018                                                                 | Lisbona                                                                   | Portogallo                                                                | 1 – 0                                                                     | Italia                                                                    | UEFA Nations League 2018-2019 - 1º turno                                  | -                                                                         |                                                                           |
| 11-10-2018                                                                | Chorzów                                                                   | Polonia                                                                   | 2 – 3                                                                     | Portogallo                                                                | UEFA Nations League 2018-2019 - 1º turno                                  | 1                                                                         | 77’ 90’                                                                   |
| 17-11-2018                                                                | Milano                                                                    | Italia                                                                    | 0 – 0                                                                     | Portogallo                                                                | UEFA Nations League 2018-2019 - 1º turno                                  | -                                                                         |                                                                           |
| 22-3-2019                                                                 | Lisbona                                                                   | Portogallo                                                                | 0 – 0                                                                     | Ucraina                                                                   | Qual. Euro 2020                                                           | -                                                                         |                                                                           |
| 25-3-2019                                                                 | Lisbona                                                                   | Portogallo                                                                | 1 – 1                                                                     | Serbia                                                                    | Qual. Euro 2020                                                           | -                                                                         |                                                                           |
| 5-6-2019                                                                  | Porto                                                                     | Portogallo                                                                | 3 – 1                                                                     | Svizzera                                                                  | UEFA Nations League 2018-2019 - Semifinale                                | -                                                                         |                                                                           |
| 9-6-2019                                                                  | Porto                                                                     | Portogallo                                                                | 1 – 0                                                                     | Paesi Bassi                                                               | UEFA Nations League 2018-2019 - Finale                                    | -                                                                         | [ 47 ]                                                                    |
| 7-9-2019                                                                  | Belgrado                                                                  | Serbia                                                                    | 2 – 4                                                                     | Portogallo                                                                | Qual. Euro 2020                                                           | 1                                                                         |                                                                           |
| 10-9-2019                                                                 | Vilnius                                                                   | Lituania                                                                  | 1 – 5                                                                     | Portogallo                                                                | Qual. Euro 2020                                                           | -                                                                         | 89’                                                                       |
| 11-10-2019                                                                | Lisbona                                                                   | Portogallo                                                                | 3 – 0                                                                     | Lussemburgo                                                               | Qual. Euro 2020                                                           | 1                                                                         | 77’                                                                       |
| 14-10-2019                                                                | Kiev                                                                      | Ucraina                                                                   | 2 – 1                                                                     | Portogallo                                                                | Qual. Euro 2020                                                           | -                                                                         |                                                                           |
| 14-11-2019                                                                | Faro                                                                      | Portogallo                                                                | 6 – 0                                                                     | Lituania                                                                  | Qual. Euro 2020                                                           | 1                                                                         | 66’                                                                       |
| 17-11-2019                                                                | Lussemburgo                                                               | Lussemburgo                                                               | 0 – 2                                                                     | Portogallo                                                                | Qual. Euro 2020                                                           | -                                                                         | 70’                                                                       |
| 5-9-2020                                                                  | Porto                                                                     | Portogallo                                                                | 4 – 1                                                                     | Croazia                                                                   | UEFA Nations League 2020-2021 - 1º turno                                  | -                                                                         | 78’                                                                       |
| 8-9-2020                                                                  | Stoccolma                                                                 | Svezia                                                                    | 0 – 2                                                                     | Portogallo                                                                | UEFA Nations League 2020-2021 - 1º turno                                  | -                                                                         | 22’                                                                       |
| 7-10-2020                                                                 | Lisbona                                                                   | Portogallo                                                                | 0 – 0                                                                     | Spagna                                                                    | Amichevole                                                                | -                                                                         | 46’                                                                       |
| 11-10-2020                                                                | Saint-Denis                                                               | Francia                                                                   | 0 – 0                                                                     | Portogallo                                                                | UEFA Nations League 2020-2021 - 1º turno                                  | -                                                                         | 61’                                                                       |
| 14-10-2020                                                                | Lisbona                                                                   | Portogallo                                                                | 3 – 0                                                                     | Svezia                                                                    | UEFA Nations League 2020-2021 - 1º turno                                  | 1                                                                         | 75’                                                                       |
| 11-11-2020                                                                | Lisbona                                                                   | Portogallo                                                                | 7 – 0                                                                     | Andorra                                                                   | Amichevole                                                                | -                                                                         | 46’                                                                       |
| 14-11-2020                                                                | Lisbona                                                                   | Portogallo                                                                | 0 – 1                                                                     | Francia                                                                   | UEFA Nations League 2020-2021 - 1º turno                                  | -                                                                         | 71’                                                                       |
| 17-11-2020                                                                | Spalato                                                                   | Croazia                                                                   | 2 – 3                                                                     | Portogallo                                                                | UEFA Nations League 2020-2021 - 1º turno                                  | -                                                                         | 71’                                                                       |
| 24-3-2021                                                                 | Torino                                                                    | Portogallo                                                                | 1 – 0                                                                     | Azerbaigian                                                               | Qual. Mondiali 2022                                                       | -                                                                         | 88’                                                                       |
| 27-3-2021                                                                 | Belgrado                                                                  | Serbia                                                                    | 2 – 2                                                                     | Portogallo                                                                | Qual. Mondiali 2022                                                       | -                                                                         |                                                                           |
| 30-3-2021                                                                 | Lussemburgo                                                               | Lussemburgo                                                               | 1 – 3                                                                     | Portogallo                                                                | Qual. Mondiali 2022                                                       | -                                                                         | 68’                                                                       |
| 9-6-2021                                                                  | Lisbona                                                                   | Portogallo                                                                | 4 – 0                                                                     | Israele                                                                   | Amichevole                                                                | -                                                                         | 71’                                                                       |
| 15-6-2021                                                                 | Budapest                                                                  | Ungheria                                                                  | 0 – 3                                                                     | Portogallo                                                                | Euro 2020 - 1º turno                                                      | -                                                                         | 71’                                                                       |
| 19-6-2021                                                                 | Monaco di Baviera                                                         | Portogallo                                                                | 2 – 4                                                                     | Germania                                                                  | Euro 2020 - 1º turno                                                      | -                                                                         | 46’                                                                       |
| 23-6-2021                                                                 | Budapest                                                                  | Portogallo                                                                | 2 – 2                                                                     | Francia                                                                   | Euro 2020 - 1º turno                                                      | -                                                                         | 72’                                                                       |
| 27-6-2021                                                                 | Siviglia                                                                  | Belgio                                                                    | 1 – 0                                                                     | Portogallo                                                                | Euro 2020 - Ottavi di finale                                              | -                                                                         | 58’                                                                       |
| 1-9-2021                                                                  | Faro                                                                      | Portogallo                                                                | 2 – 1                                                                     | Irlanda                                                                   | Qual. Mondiali 2022                                                       | -                                                                         |                                                                           |
| 7-9-2021                                                                  | Baku                                                                      | Azerbaigian                                                               | 0 – 3                                                                     | Portogallo                                                                | Qual. Mondiali 2022                                                       | 1                                                                         | 78’                                                                       |
| 9-10-2021                                                                 | Faro                                                                      | Portogallo                                                                | 3 – 0                                                                     | Qatar                                                                     | Amichevole                                                                | -                                                                         | 60’                                                                       |
| 12-10-2021                                                                | Faro                                                                      | Portogallo                                                                | 5 – 0                                                                     | Lussemburgo                                                               | Qual. Mondiali 2022                                                       | -                                                                         | 80’                                                                       |
| 14-11-2021                                                                | Lisbona                                                                   | Portogallo                                                                | 1 – 2                                                                     | Serbia                                                                    | Qual. Mondiali 2022                                                       | -                                                                         | 64’                                                                       |
| 24-3-2022                                                                 | Porto                                                                     | Portogallo                                                                | 3 – 1                                                                     | Turchia                                                                   | Qual. Mondiali 2022                                                       | -                                                                         |                                                                           |
| 29-3-2022                                                                 | Porto                                                                     | Portogallo                                                                | 2 – 0                                                                     | Macedonia del Nord                                                        | Qual. Mondiali 2022                                                       | -                                                                         | 87’                                                                       |
| 2-6-2022                                                                  | Siviglia                                                                  | Spagna                                                                    | 1 – 1                                                                     | Portogallo                                                                | UEFA Nations League 2022-2023 - 1º turno                                  | -                                                                         | 39’                                                                       |
| 5-6-2022                                                                  | Lisbona                                                                   | Portogallo                                                                | 4 – 0                                                                     | Svizzera                                                                  | UEFA Nations League 2022-2023 - 1º turno                                  | -                                                                         | 67’                                                                       |
| 9-6-2022                                                                  | Lisbona                                                                   | Portogallo                                                                | 2 – 0                                                                     | Rep. Ceca                                                                 | UEFA Nations League 2022-2023 - 1º turno                                  | -                                                                         | 68’                                                                       |
| 12-6-2022                                                                 | Lancy                                                                     | Svizzera                                                                  | 1 – 0                                                                     | Portogallo                                                                | UEFA Nations League 2022-2023 - 1º turno                                  | -                                                                         | 62’                                                                       |
| 24-9-2022                                                                 | Praga                                                                     | Rep. Ceca                                                                 | 0 – 4                                                                     | Portogallo                                                                | UEFA Nations League 2022-2023 - 1º turno                                  | -                                                                         | 67’                                                                       |
| 27-9-2022                                                                 | Braga                                                                     | Portogallo                                                                | 0 – 1                                                                     | Spagna                                                                    | UEFA Nations League 2022-2023 - 1º turno                                  | -                                                                         | 46’ 73’                                                                   |
| 17-11-2022                                                                | Lisbona                                                                   | Portogallo                                                                | 4 – 0                                                                     | Nigeria                                                                   | Amichevole                                                                | -                                                                         | 46’                                                                       |
| 24-11-2022                                                                | Doha                                                                      | Portogallo                                                                | 3 – 2                                                                     | Ghana                                                                     | Mondiali 2022 - 1º turno                                                  | -                                                                         | 88’                                                                       |
| 28-11-2022                                                                | Lusail                                                                    | Portogallo                                                                | 2 – 0                                                                     | Uruguay                                                                   | Mondiali 2022 - 1º turno                                                  | -                                                                         |                                                                           |
| 2-12-2022                                                                 | Al Rayyan                                                                 | Corea del Sud                                                             | 2 – 1                                                                     | Portogallo                                                                | Mondiali 2022 - 1º turno                                                  | -                                                                         | 82’                                                                       |
| 6-12-2022                                                                 | Lusail                                                                    | Portogallo                                                                | 6 – 1                                                                     | Svizzera                                                                  | Mondiali 2022 - Ottavi di finale                                          | -                                                                         | 81’                                                                       |
| 10-12-2022                                                                | Doha                                                                      | Marocco                                                                   | 1 – 0                                                                     | Portogallo                                                                | Mondiali 2022 - Quarti di finale                                          | -                                                                         |                                                                           |
| 23-3-2023                                                                 | Lisbona                                                                   | Portogallo                                                                | 4 – 0                                                                     | Liechtenstein                                                             | Qual. Euro 2024                                                           | 1                                                                         | 78’                                                                       |
| 26-3-2023                                                                 | Lussemburgo                                                               | Lussemburgo                                                               | 0 – 6                                                                     | Portogallo                                                                | Qual. Euro 2024                                                           | 1                                                                         | 64’                                                                       |
| 17-6-2023                                                                 | Lisbona                                                                   | Portogallo                                                                | 3 – 0                                                                     | Bosnia ed Erzegovina                                                      | Qual. Euro 2024                                                           | 1                                                                         | 87’                                                                       |
| 20-6-2023                                                                 | Reykjavík                                                                 | Islanda                                                                   | 0 – 1                                                                     | Portogallo                                                                | Qual. Euro 2024                                                           | -                                                                         | 74’ 90+3’                                                                 |
| 8-9-2023                                                                  | Bratislava                                                                | Slovacchia                                                                | 0 – 1                                                                     | Portogallo                                                                | Qual. Euro 2024                                                           | -                                                                         |                                                                           |
| 11-9-2023                                                                 | Faro                                                                      | Portogallo                                                                | 9 – 0                                                                     | Lussemburgo                                                               | Qual. Euro 2024                                                           | -                                                                         | Cap. 60’                                                                  |
| 13-10-2023                                                                | Porto                                                                     | Portogallo                                                                | 3 – 2                                                                     | Slovacchia                                                                | Qual. Euro 2024                                                           | -                                                                         | 86’                                                                       |
| 16-11-2023                                                                | Vaduz                                                                     | Liechtenstein                                                             | 0 – 2                                                                     | Portogallo                                                                | Qual. Euro 2024                                                           | -                                                                         | 67’                                                                       |
| 19-11-2023                                                                | Lisbona                                                                   | Portogallo                                                                | 2 – 0                                                                     | Islanda                                                                   | Qual. Euro 2024                                                           | -                                                                         | 62’                                                                       |
| 21-3-2024                                                                 | Guimarães                                                                 | Portogallo                                                                | 5 – 2                                                                     | Svezia                                                                    | Amichevole                                                                | -                                                                         |                                                                           |
| 8-6-2024                                                                  | Oeiras                                                                    | Portogallo                                                                | 1 – 2                                                                     | Croazia                                                                   | Amichevole                                                                | -                                                                         | cap.                                                                      |
| 18-6-2024                                                                 | Lipsia                                                                    | Portogallo                                                                | 2 – 1                                                                     | Rep. Ceca                                                                 | Euro 2024 - 1º turno                                                      | -                                                                         |                                                                           |
| 22-6-2024                                                                 | Dortmund                                                                  | Turchia                                                                   | 0 – 3                                                                     | Portogallo                                                                | Euro 2024 - 1º turno                                                      | 1                                                                         |                                                                           |
| 1-7-2024                                                                  | Francoforte sul Meno                                                      | Portogallo                                                                | 0 – 0 dts (3 – 0 dtr)                                                     | Slovenia                                                                  | Euro 2024 - Ottavi di finale                                              | -                                                                         |                                                                           |
| 5-7-2024                                                                  | Amburgo                                                                   | Portogallo                                                                | 0 – 0 dts (3 – 5 dtr)                                                     | Francia                                                                   | Euro 2024 - Quarti di finale                                              | -                                                                         |                                                                           |
| 5-9-2024                                                                  | Lisbona                                                                   | Portogallo                                                                | 2 – 1                                                                     | Croazia                                                                   | UEFA Nations League 2024-2025 - 1º turno                                  | -                                                                         |                                                                           |
| 8-9-2024                                                                  | Lisbona                                                                   | Portogallo                                                                | 2 – 1                                                                     | Scozia                                                                    | UEFA Nations League 2024-2025 - 1º turno                                  | -                                                                         | cap. 68’                                                                  |
| 12-10-2024                                                                | Varsavia                                                                  | Polonia                                                                   | 1 – 3                                                                     | Portogallo                                                                | UEFA Nations League 2024-2025 - 1º turno                                  | 1                                                                         | 90’                                                                       |
| 15-10-2024                                                                | Glasgow                                                                   | Scozia                                                                    | 0 – 0                                                                     | Portogallo                                                                | UEFA Nations League 2024-2025 - 1º turno                                  | -                                                                         | 61’ 90+5’                                                                 |
| 15-11-2024                                                                | Porto                                                                     | Portogallo                                                                | 5 – 1                                                                     | Polonia                                                                   | UEFA Nations League 2024-2025 - 1º turno                                  | -                                                                         | 77’                                                                       |
| 20-3-2025                                                                 | Copenaghen                                                                | Danimarca                                                                 | 1 – 0                                                                     | Portogallo                                                                | UEFA Nations League 2024-2025 - Quarti di finale                          | -                                                                         | 86’                                                                       |
| 23-3-2025                                                                 | Lisbona                                                                   | Portogallo                                                                | 5 – 2 dts                                                                 | Danimarca                                                                 | UEFA Nations League 2024-2025 - Quarti di finale                          | -                                                                         | [ 48 ]                                                                    |
| 4-6-2025                                                                  | Monaco di Baviera                                                         | Germania                                                                  | 1 – 2                                                                     | Portogallo                                                                | UEFA Nations League 2024-2025 - Semifinale                                | -                                                                         |                                                                           |
| 8-6-2025                                                                  | Monaco di Baviera                                                         | Portogallo                                                                | 2 – 2 dts (5 – 3 dtr)                                                     | Spagna                                                                    | UEFA Nations League 2024-2025 - Finale                                    | -                                                                         | 74’                                                                       |
| Totale                                                                    |                                                                           | Presenze (8º posto)                                                       | 102                                                                       |                                                                           | Reti                                                                      | 13                                                                        |                                                                           |

## Palmarès

### Club

#### Competizioni nazionali
- Campionato portoghese: 1

Benfica: 2013-2014
- Coppa del Portogallo: 1

Benfica: 2013-2014
- Coppa di Lega portoghese: 1

Benfica: 2013-2014
- Campionato francese: 1

Monaco: 2016-2017
- Coppa di Lega inglese: 4

Manchester City: 2017-2018, 2018-2019, 2019-2020, 2020-2021
- Campionato inglese: 6

Manchester City: 2017-2018, 2018-2019, 2020-2021, 2021-2022, 2022-2023, 2023-2024
- Community Shield: 3

Manchester City: 2018, 2019, 2024
- Coppa d'Inghilterra: 2

Manchester City: 2018-2019, 2022-2023

#### Competizioni internazionali
- UEFA Champions League: 1

Manchester City: 2022-2023
- Supercoppa UEFA: 1

Manchester City: 2023
- Coppa del mondo per club: 1

Manchester City: 2023

### Nazionale
- UEFA Nations League: 2

2018-2019, 2024-2025

### Individuale
- Squadra del torneo degli Europei Under-21: 1

Rep. Ceca 2015
- Squadra dell'anno PFA: 2

2018-2019, 2021-2022
- Miglior giocatore della fase finale della UEFA Nations League: 1

2018-2019
- Squadra ideale della fase finale della UEFA Nations League: 1

2018-2019
- Squadra maschile dell'anno IFFHS: 1

2019
- Squadra della stagione della UEFA Champions League: 1

2022-2023
- FIFA FIFPro World XI: 1

2023